# Metazygia oro
Metazygia oro là một loài nhện trong họ Araneidae.
Loài này thuộc chi Metazygia. Metazygia oro được Herbert Walter Levi miêu tả năm 1995.